# Château du Maurier
El château du Maurier es un château construido en el siglo XIX de la ciudad de La Fontaine-Saint-Martin en el departamento de Sarthe. Está catalogado en parte como monumento histórico.

## Historia
Fue construido por Pierre-Félix Delarue sobre una antigua casa solariega de principios del XVI para François-Théodore Latouche, alcalde de La Flèche.

## Arquitectura
Está construido en estilo neorrenacentista. El marco del granero está construido en el estilo inspirado por Philibert Delorme.

## Protecciones
El edificio principal y sus dependencias (invernadero, dependencias y pabellón del jardín) están catalogados como monumentos históricos desde el 29 de septiembre de 1992.